# Gert Haedecke
Gert Haedecke (* 5. Januar 1934 in Freiburg im Breisgau; † 29. Juli 2015 in Baden-Baden) war ein deutscher Rundfunkjournalist.

## Leben
Nach einem Studium der Romanistik, Anglistik, Literatur- und Politikwissenschaften absolvierte Gert Haedecke ein Volontariat im Südwestfunk-Landesstudio Freiburg. 1959 wurde er Redakteur beim Schul- und Jugendfunk in Baden-Baden. Sein leidenschaftliches Interesse galt schon früh der Literatur. 1967 wechselte er im SFW in die Abteilung „Kulturelles Wort“. 1972 wurde er mit dem Aufbau des dritten Hörfunkprogramms beauftragt. Rundfunkgeschichte machte er in den Jahren 1975 bis 1988, als er Programmchef der Popwelle SWF3 war und damit eine für Deutschland neuartige Radiokultur mit etablierte. Während dieser Zeit machten viele namhafte deutsche Journalisten unter Gert Haedecke ihre ersten Karriereschritte, darunter Claus Kleber, Frank Plasberg und Frank Laufenberg. Von 1988 bis zu seinem Ruhestand 1999 war Haedecke, den SWR-Intendant Peter Boudgoust im Nachruf einen „begnadeten Programmstrategen“ nannte, Chefredakteur Kultur und Unterhaltung und stellvertretender Hörfunkdirektor des SWF. Außerdem arbeitete er maßgeblich bei der Zusammenlegung von SDR und SWF zum heutigen SWR mit. Der SWF entsandte ihn darüber hinaus in diverse Institutionen der Europäischen Rundfunkunion (EBU) und Kommissionen der ARD.